# Мишуково (Дмитровский городской округ)
Мишуково — деревня в Дмитровском районе Московской области, в составе сельского поселения Куликовское. Население — 8 чел. (2010). До 2006 года Мишуково входило в состав Зареченского сельского округа.

## Расположение
Деревня расположена на северо-западе района, на границе с Тверской областью, примерно в 38 км к северо-западу от Дмитрова, на правом берегу реки Сестры, высота центра над уровнем моря 117 м. Ближайшие населённые пункты — Тишино южнее, Пантелеево на северо-западе и Кувалдино, Тверской области, на противоположном берегу реки.

## Население
| 2002 | 2006 | 2010 |
| ---- | ---- | ---- |
| 4    | →4   | ↗8   |